# Ariza Makukula
Ariza Makukula (Kinshasa, 4 maart 1981) is een Portugees profvoetballer. Voor de nationale ploeg van Portugal scoorde hij één keer in vier duels.

## Erelijst
- Kayserispor
  - Süper Lig Topscorer: 2009